# 미나미토미나가촌
미나미토미나가촌(南富永村)은 시가현 이카군에 설치되었던 촌이다.